# تيليانا بيريرا
تيليانا بيريرا (بالبرتغالية: Teliana Pereira) مواليد 20 يوليو 1988 في البرازيل، هي لاعبة كرة مضرب برازيلية تلعب باليد اليمنى وتحتل حالياً المرتبة رقم. 44 (8 فبراير 2016) في تصنيف رابطة محترفات كرة المضرب. أعلى تصنيف لها في الفردي كان المركز الـ 43 في سنة 2015.

## الخط الزمني للفردي
مفتاح
| ف | ن | ن.ن | ر.ن | د# | د.م | ل | أ.أ | ت | غ | ب | ف | ذ | م.خ | ل.ت |

(ف) فاز بالبطولة (ن) وصل النهائي (ن.ن) نصف النهائي (ر.ن) ربع النهائي (د#) الأدوار الأربعة الأولى (د.م) دور المجموعات (ل) شارك في كأس ديفيز (أ.أ) خرج من الأدوار الاولى (ت) خسر التصفيات التأهيلية (غ) غاب عن الحدث أو البطولة (ب) حصل على ميدالية برونزية (ف) حصل على ميدالية فضية (ذ) حصل على ميدالية ذهبية (م.خ) بطولة الماسترز خُفضت إلى مرتبة أقل (ل.ت) البطولة لم تعقد في السنة المعينة.
لتجنب الارتباك وازدواجية الحساب، يتم تحديث هذه المعلومات إما في نهاية البطولة، أو عندما تكون مشاركة اللاعب في البطولة قد انتهت.
| دورات الجراند سلام |    |   |   |   |    |    |    |    |    |     |
| أستراليا المفتوحة  | غ  | غ | غ | غ | غ  | ت1 | د1 | ت2 | د1 | 0–2 |
| فرنسا المفتوحة     | غ  | غ | غ | غ | غ  | ت3 | د2 | د2 |    | 2–2 |
| بطولة ويمبلدون     | ت1 | غ | غ | غ | ت1 | ت2 | د1 | د1 |    | 0–2 |
| أمريكا المفتوحة    | غ  | غ | غ | غ | ت1 | ت1 | د1 | د1 |    | 0–2 |

## الميداليات
| الميدالية | المسابقة                    |
| --------- | --------------------------- |
| برونزية   | دورة الألعاب الأمريكية 2007 |

## روابط خارجية
- تيليانا بيريرا على موقع رابطة محترفات التنس (الإنجليزية)
- تيليانا بيريرا على موقع الاتحاد الدولي لكرة المضرب (الإنجليزية)
- تيليانا بيريرا على موقع كأس بيلي جين كينغ (الإنجليزية)
- تيليانا بيريرا على موقع بطولة ويمبلدون (الإنجليزية)
- تيليانا بيريرا على موقع خلاصة التنس.كوم (الإنجليزية)
- تيليانا بيريرا على موقع إي إس بي إن.كوم (الإنجليزية)
- تيليانا بيريرا على موقع أوليمبيديا (الإنجليزية)
- تيليانا بيريرا على موقع اللجنة الأولمبية البرازيلية (البرتغالية)